# British Academy Television Award du meilleur acteur dans un second rôle

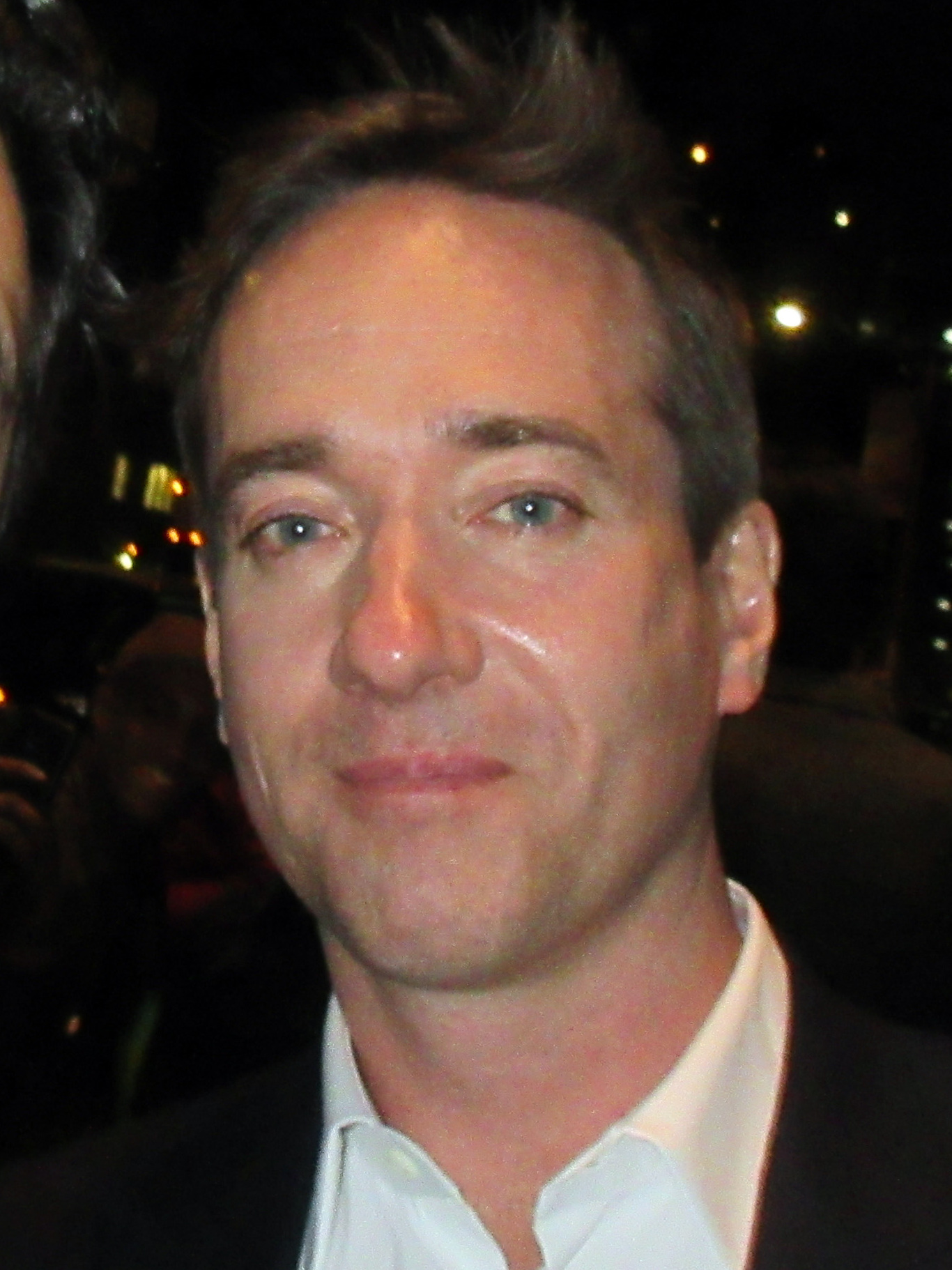

Le British Academy Television Award du meilleur acteur dans un second rôle (British Academy Television Award for Best Supporting Actor) est une récompense de la télévision britannique décernée depuis 2010 par la British Academy of Film and Television Arts (BAFTA) lors de la cérémonie annuelle des British Academy Television Awards.

## Palmarès

### Années 2010
- 2010 : Matthew Macfadyen pour le rôle de Joe Miller dans Criminal Justice
  - Benedict Cumberbatch pour le rôle de Bernard dans Small Island
  - Tom Hollander pour le rôle de Monty Banks dans Gracie!
  - Gary Lewis pour le rôle d'Adam Ingram dans Mo
- 2011 : Martin Freeman pour le rôle de John Watson dans Sherlock
  - Brendan Coyle pour le rôle de John Bates dans Downton Abbey
  - Johnny Harris pour le rôle de Mick dans This Is England '86
  - Robert Sheehan pour le rôle de Nathan Young dans Misfits
- 2012 : Andrew Scott pour le rôle de Jim Moriarty dans Sherlock
  - Martin Freeman pour le rôle de John Watson dans Sherlock
  - Joseph Mawle pour le rôle de Jack Firebrace dans Birdsong
  - Stephen Rea pour le rôle de Gatehouse dans The Shadow Line
- 2013 : Simon Russell Beale pour le rôle de Falstaff dans The Hollow Crown: Henry IV Part 2
  - Stephen Graham pour le rôle de Tony dans Accused: Tracie's Story
  - Peter Capaldi pour le rôle de Randall Brown dans The Hour
  - Harry Lloyd pour le rôle de Matty Beckett dans The Fear
- 2014 : David Bradley pour le rôle de Jack Marshall dans Broadchurch
  - Jerome Flynn pour le rôle de Bennet Drake dans Ripper Street
  - Nico Mirallegro pour le rôle de Joe Middleton dans The Village
  - Rory Kinnear pour le rôle de David Whitehead dans Southcliffe
- 2015 : Stephen Rea pour le rôle de Sir Hugh Hayden-Hoyle dans The Honourable Woman
  - Adeel Akhtar pour le rôle de Wilson Wilson dans Utopia
  - James Norton pour le rôle de Tommy Lee Royce dans Happy Valley
  - Ken Stott pour le rôle de Ian Garrett dans The Missing
- 2016 : Tom Courtenay pour le rôle d'Eric Slater dans Unforgotten
  - Anton Lesser pour le rôle de Thomas More dans Wolf Hall
  - Ian McKellen pour le rôle de Norman dans The Dresser
  - Cyril Nri pour le rôle de Lance Sullivan dans Cucumber
- 2017 : Tom Hollander pour le rôle du Major "Corky" Lance Corkoran dans The Night Manager
  - Daniel Mays pour le rôle de Danny Waldron dans Line of Duty
  - Jared Harris pour le rôle de George VI dans The Crown
  - John Lithgow pour le rôle de Winston Churchill dans The Crown

## Statistiques

### Nominations multiples
2 : Martin Freeman, Tom Hollander, Stephen Rea